# Jacques Philippe de Marguenat
Jacques Philippe de Marguenat, né en 1740, mort le 6 novembre 1793, est un général de brigade de la Révolution française.

## États de service
Il entre en service dans les compagnies franches de la marine aux Indes en 1755, et en 1758, il prend part à un combat naval. De retour en France en 1760, il passe lieutenant de grenadiers postiches, détaché à une compagnie du régiment des grenadiers royaux Le Camus le 6 mai 1760. Envoyé à Wesel pour commander une compagnie de chasseurs, il est réformé en 1763.
Replacé la même année aide-major dans le régiment des recrues de Rouen, il est de nouveau réformé en 1767. Le 3 juin 1774, il est nommé lieutenant-colonel à la suite des troupes des colonies, et le 21 juillet 1775, il commande un bataillon au régiment de Pondichéry. En 1778, il sert à la défense de Pondichéry, et il est fait chevalier de Saint-Louis à cette époque. 
En 1779, il sert en Indes, comme lieutenant-colonel, et il rentre en France en 1785. Le 8 mars 1787, il est nommé commandant particulier à Karikal, avec rang de colonel dans les troupes des colonies le 24 mars 1787. De retour en France en 1790, à la suite de la suppression de son emploi, il est promu maréchal de camp le 9 juin 1790.
Le 17 février 1792, il est affecté aux îles Sous-le-Vent, en tant que gouverneur de Tobago. En avril 1793, il abandonne son poste, devant les menaces du rebelle Rivière, et il quitte l’ile à bord d’un navire anglais. 
Il meurt le 6 novembre 1793.

## Sources
- (en) « Generals Who Served in the French Army during the Period 1789 - 1814: Eberle to Exelmans »
- Léon Hennet, Etat militaire de France pour l’année 1793, Siège de la société, Paris, 1903, p. 13-39.
- Côte S.H.A.T.: 4 YD 3457
- Archives parlementaires du 31 mars au 7 avril 1793, p. 393.
- Georges Six, Dictionnaire biographique des généraux & amiraux français de la Révolution et de l'Empire (1792-1814), Paris : Librairie G. Saffroy, 1934, 2 vol., p. 155